# 兔子舞
兔子舞又称企鹅舞（直译：企鹅游戏），是意大利组合Gelato在1997年制作、发行的单曲。该曲为源自美国bunny hop和芬兰Finnjenka的“兔子舞”作曲的配乐之一：其舞蹈通常由一群人開始排成一列隊伍，双手搭在前人的肩膀模仿兔子前進。原曲为英语，并有意大利语、西班牙语、德语、法语版本，通常仅在副歌部分做指令用。这首歌在意大利及欧洲并未流行，但在大中华区却大受欢迎，成为土风舞、广场舞和学生舞蹈的热门曲目。
1998年该曲收录于台湾阿爾發音樂发行的拉丁舞曲专辑《企鵝舞》和《舞曲大帝國5》。桃園市立武陵高級中等學校教师洪連慶在2000年台北市立動物園引進國王企鵝後设计企鵝舞。
后该歌曲和舞蹈以“兔子舞”名义传入中国大陆，收录于安徽音像1999年混音专辑《兔子舞Disco》和2004年专辑《野狼王Disco》中，并被一些教师引入中小学，成为大课广播体操常用曲目。后又引进香港。
该曲收录于日本Woods Records2000年发行舞曲专辑。